# Arthur Leighton
Arthur Francis Leighton (født 6. marts 1889, død 15. juni 1939) var en engelsk hockeyspiller som deltog i OL 1920 i Antwerpen.

## Hockeykarriere
Australskfødte Leighton spillede først hockey for Bishop's Stortford College, inden han kom på Cambridge, hvor han stillede op for Caius College. Her spillede han mod Oxford i 1908-1910, i sidstnævnte år som holdets kaptajn. Han var udtaget for Storbritannien til OL 1908 i London, men kom ikke i kamp.
Efter universitetet spillede han for Walsall samt for East Midlands og spillede centreforward. Han fik landsholdsdebut i 1909 og nåede i alt 27 landskampe for England frem til 1921. Han var derfor med til OL 1920 i Antwerpen. Her deltog kun fire hold, og Storbritannien vandt først 5-1 over Danmark, derpå 12-1 over Belgien (Leighton scorede ét af målene), inden de blev tildelt sejren over Frankrig, der måtte opgive at stille op som følge af sygdom blandt flere spillere. Briterne vandt dermed guld foran Danmark, mens Belgien blev nummer tre.
Leighton fortsatte med at spille hockey frem til 1927, hvorpå han udpeget som udtagelsesansvarlig for det engelske landshold.

## Øvrige meriter
Leighton var under første verdenskrig løjtnant i Royal Field Artillery og blev under kamphandlingerne udsat for alvorlig gasforgiftning, som han dog kom sig over. Han blev tildelt Military Cross for sin indsats.
Efter krigen arbejdede han hos en isenkramforretning, som han senere fik en ledelsespost hos.